# Mentzelia isolata
Mentzelia isolata là một loài thực vật có hoa trong họ Loasaceae. Loài này được Gentry mô tả khoa học đầu tiên năm 1948.